# Bund der Selbständigen
Der Bundesverband der Selbständigen Deutscher Gewerbeverband (BDS) ist ein branchenübergreifender, bundesweit agierender Verein mit Sitz in Berlin. Der Bundesverband und seine Landesverbände vertreten gemeinsam ca. 60.000 Unternehmen, davon rund 20.000 in Baden-Württemberg.

## Aufgaben
Der Bund unterstützt kleine und mittlere Unternehmen bei der Existenzgründung, in Rechtsfragen und in der täglichen Unternehmenspraxis. Er vertritt die Interessen des Mittelstandes und insbesondere der kleinen Unternehmen auf Landes- und Bundesebene.

## Struktur
Mitglieder sind zum einen lokale Handels- und Gewerbevereine, die in Landesverbänden zusammengefasst sind. Zum anderen sind Mitglieder der Landesverbände auch einzelne, vor allem kleine und mittlere Gewerbetreibende und Freiberufler aller Branchen. Auf Bundesebene werden sie vom Bundesverband vertreten, der seinen Sitz in Berlin hat. In Brüssel werden die Interessen der Selbständigen durch die europäische Dachorganisation UEAPME (European Association of Craft, Small and Medium-Sized Enterprises) gewahrt.

## Präsidium
Präsident des Bundesverbandes und des Landesverbandes Baden-Württemberg wurde im Februar 2008 Günther Hieber. Der Fachanwalt für Steuerrecht folgte in beiden Ämtern Dorothea Störr-Ritter, die zur Landrätin des Landkreises Breisgau-Hochschwarzwald gewählt wurde. Seit 2018 ist der selbständige Unternehmer Hans-Peter Murmann aus Gummersbach Präsident.